# Honai (Ehime)
El Pueblo de Honai (保内町 Honai-chō?) fue un pueblo del Distrito de Nishiuwa en la Región de Nanyo (南予地方 Nanyo-chihō?) de la Prefectura de Ehime.

## Características
Se encuentra en la base de la Península de Sadamisaki (佐田岬半島 Sadamisaki-hantō?), que sobresale hacia el oeste en la Prefectura de Ehime, destacándose la producción de cítricos y de productos alimenticios.
Limitaba hacia el este con la Ciudad de Yawatahama; y los pueblos de Ikata del Distrito de Nishiuwa hacia el oeste, y Nagahama (en la actualidad parte de la Ciudad de Oozu) del Distrito de Kita hacia el noreste. Hacia el norte sus costas están bañadas por el Mar Interior de Seto y hacia el sur por el Mar de Uwa.
El Pueblo está dominado por zonas montañosas y lomas, con pocas zonas llanas. Estas últimas pueden ser encontradas en torno al curso de los ríos Kiki (喜木川 Kiki-gawa?) y Miyauchi (宮内川 Miya'uchi-gawa?). En las lomas se cultivan Citrus unshiu (温州蜜柑 Unshū-mikan?) y Citrus iyo (伊予柑 Iyokan?).

## Historia
- 1878: se establece el primer banco de la Prefectura de Ehime.
- 1914: el 1° de agosto la Villa de Kawanoishi (川之石村 Kawanoishi-mura?) pasa a ser el Pueblo de Kawanoishi (川之石町 Kawanoishi-chō?).
- 1955: el 31 de marzo se fusionan el Pueblo de Kawanoishi y las villas de Isotsu (磯津村 Isotsu-mura?), Miyauchi (宮内村 Miyauchi-mura?) y Kisuki (喜須木村 Kisuki-mura?), formando el Pueblo de Honai.
- 2005: el 28 de marzo la Ciudad de Yawatahama abosorbe el Pueblo de Honai del Distrito de Nishiuwa.

La fusión con la Ciudad de Yawatahama fue siempre la primera opción por ser la más importante del área del Distrito de Nishiuwa. En un momento se pensó que el Pueblo de Ikata podría sumarse, si bien mínima, debido a que contaba con la Planta de Producción de Energía Atómica de Ikata (伊方原子力発電所 Ikata Genshiryoku-hatsudensho?) que le otorgaba una importante independencia en materia económica.
Una fusión mutua con el Pueblo de Ikata significaba alejarse de la Ciudad de Yawatahama, lo que hubiese acentuado aún más la pérdida de influencia que esta última tiene en el Distrito de Nishiuwa. Ya el Pueblo de Mikame había pasado a formar la Ciudad de Seiyo y posteriormente los restantes dos pueblos del Distrito serían absorbidos por el Pueblo de Ikata.